# Аллеманди, Антонелло
Антонелло Аллеманди (итал. Antonello Allemandi; род. 1957, Милан) — итальянский дирижёр.
Окончил Миланскую консерваторию имени Верди, затем занимался под руководством Франко Феррары. Дебютировал как дирижёр в 1978 г. на фестивале «Флорентийский музыкальный май». В 1991—1996 гг. возглавлял парижский Оркестр Колонн. Известен, главным образом, как оперный дирижёр, работающий с итальянским репертуаром в театрах всего мира — в частности, с «Травиатой», «Трубадуром», «Севильским цирюльником» и «Любовным напитком» в Венской государственной опере, «Балом-маскарадом» и «Тоской» в Опере Бастилии, «Севильским цирюльником» в Ковент-Гардене, «Нормой», «Доном Карлосом» и «Симоном Бокканегрой» на фестивале в Сантандере и др.